# Culte du cheval

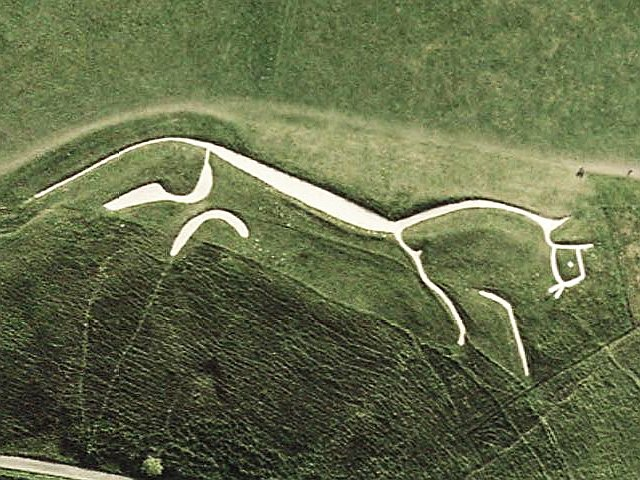
Le cheval blanc d'Uffington, l'une des plus anciennes preuves visibles du culte du cheval.

Le culte du cheval est un ensemble de pratiques spirituelles ou une vénération rendue par un groupe de personnes à un ou plusieurs chevaux. Ce culte est à la fois ancien, et très fréquent au cours de l'Histoire. Des preuves archéologiques de son existence remontent à l'âge du fer et, dans certains endroits, à l'âge du bronze. 
Le cheval est considéré comme un être divin, comme un animal sacré associé à une divinité particulière, ou comme un animal-totem du roi ou du guerrier. Les cultes du cheval et les sacrifices sont à l'origine une caractéristique des cultures nomades d'Eurasie. Ils sont presque exclusivement associés à l'espace indo-européen, turc et altaïque. Le culte du cheval fait partie des zoolâtries et à ce titre, il est combattu par de nombreuses religions monothéistes. Certains de ces cultes perdurent toutefois dans diverses régions d'Eurasie.

## Histoire
L'importance historique du culte du cheval ne fait aucun doute, un grand nombre de pratiques, de sites et de monuments en témoignent. « Animal sacralisé par excellence », il est partout divinisé par les êtres humains qui le connaissent et l'emploient. Le culte du taureau précède celui du cheval. Les bovins sont déjà domestiqués et employés à la traction quand les chevaux sont à peine apprivoisés. Bœufs et taureaux sont fréquemment présents dans l'art et les cultes, au IVe millénaire av. J.-C. en particulier. Le cheval envahit peu à peu la culture matérielle et symbolique, celle des peuples cavaliers des steppes dans un premier temps. Ils ont les premiers domestiqué le cheval. Son culte semble remplacer celui de l'âne dans la partie orientale de la mer Méditerranée, et celui des bovins dans d'autres régions. 
Le culte du cheval est très répandu chez les Indo-européens. Il existe aussi dans les pays turcs et altaïques,. En Russie, les chevaux sont bénis dans certaines églises orthodoxes, et les Tsars enterraient leurs montures dans la nécropole des chevaux des tsars. Dans les pays Arabes, le cheval est vu comme une création d'Allah, qui en a fait don aux Musulmans. En Chine, les éleveurs de chevaux rendaient jadis un culte au roi des Chevaux Ma-wang, sorte de génie protecteur vu comme le tout premier cheval.

### Chez les Grecs et les Romains
L'Hymne à Apollon composé par Homère[réf. nécessaire] fait état d'un rite consistant à amener un cheval de char récemment dompté dans une forêt consacrée à Poséidon. Certains y ont vu un rite de désacralisation, le cheval étant définitivement dompté en étant amené dans la forêt du dieu. D'autres y voient un tabou pesant sur ce cheval, qui doit être consacré à Poséidon dans sa fonction de dieu des chevaux.

### Dans le sous-continent indien
En Inde, le culte du cheval est particulièrement associé à Hayagriva, 2000 ans avant notre ère, quand les Indo-Aryens ont commencé à migrer dans la vallée de l'Indus. Les Indo-Aryens vénèrent le cheval pour sa vitesse, sa force et son intelligence,. Le culte d'Hayagriva existe toujours parmi les fidèles de l'Hindouisme.

### Sur les îles britanniques
Le culte du cheval semble avoir été pratiqué sur les îles Britanniques à l'époque celtique. Le cheval blanc d'Uffington en est l'une des plus anciennes et solides preuves, puisqu'il est daté du début de l'âge du fer, voire du bronze tardif. Parmi la multitude de théories à son sujet, celle d'une célébration de victoire des Saxons a été écartée grâce à la datation. Le cheval blanc d'Uffington semble plus vraisemblablement la représentation d'une divinité équine ou d'un animal tribal celtique. L'Angleterre recèle d'autres traces d'un culte du cheval, notamment dans la tombe de Portesham connue sous le nom de « La vieille jument grise et ses poulains », où a été taillée la tête d'un cheval. D'autres pétroglyphes liés à ce culte pourraient avoir existé et disparu au cours de l'Histoire.

### À Naples

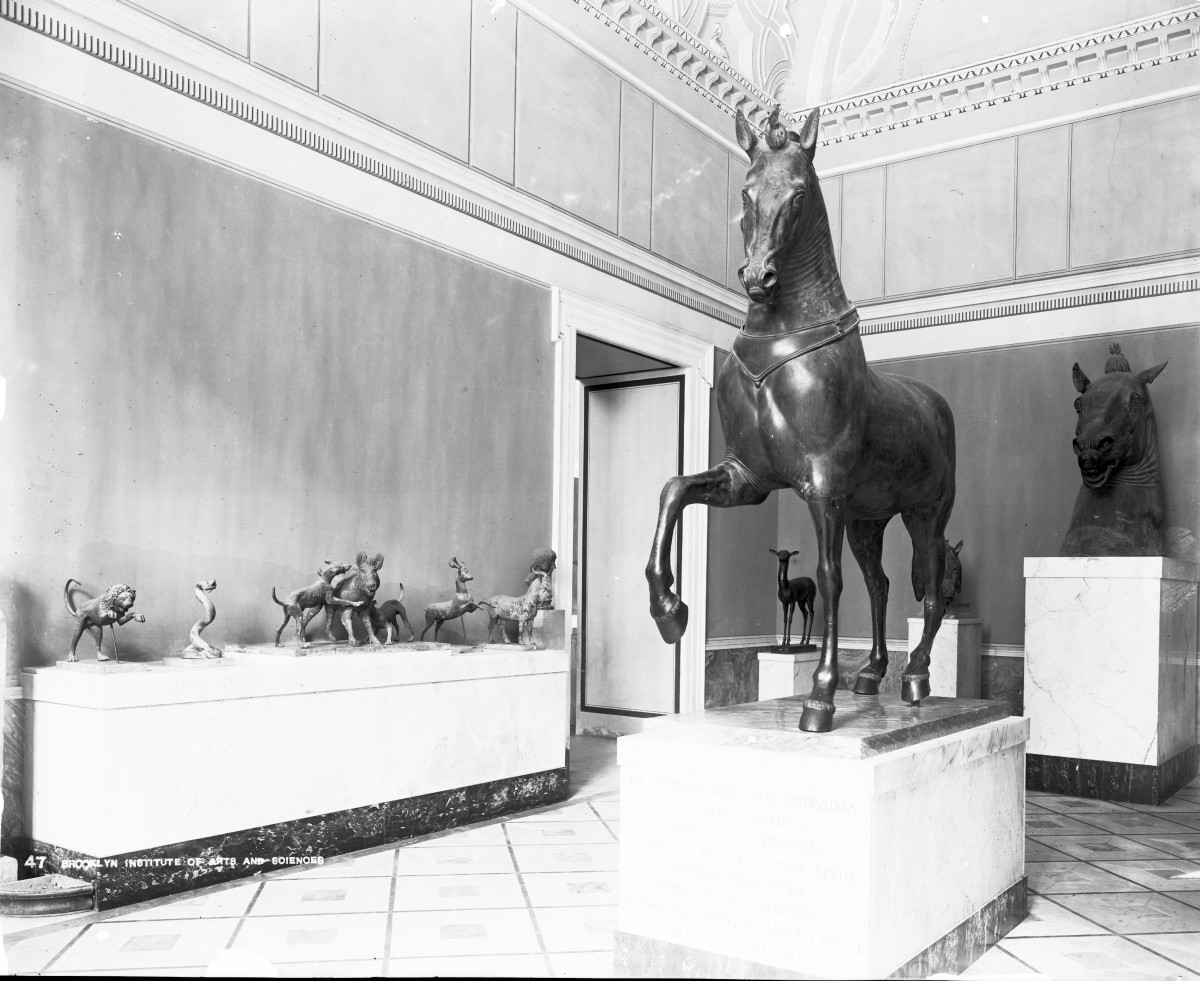
Reconstitution de la statue de cheval en bronze vénérée à Naples.

À Naples, un culte équin est pratiqué sur le site de la porte Capouane, vraisemblablement au moins à partir du IIIe siècle, époque de création d'une monumentale statue de bronze attribuée à Virgile. Les habitants amènent leurs chevaux malades jusqu'à cette statue pour obtenir guérison. Le cheval en liberté est en effet l'un des symboles de la ville. En prenant Naples, Conrad de Souabe et Charles d'Anjou font mettre un mors à cette statue de cheval, à la fois pour signifier leur prise de pouvoir sur la ville et pour suggérer aux habitants d'abandonner ce culte païen au profit du Christianisme. En 1322, le culte est combattu par les maréchaux-ferrants ou par l'évêque de Naples, qui somme les habitants d'abandonner cette tradition païenne et fait fondre la statue du cheval pour créer des cloches. Cependant, la tête en bronze du cheval est conservée. Saint Éloi, puis Saint Antoine sont vénérés à la place.

### En Russie
Dans le bassin supérieur de la Volga, le culte du cheval domine du IXe siècle au XIe siècle, au sein des populations finno-ougriennes qui occupaient alors cette région, et qui seront peu à peu intégrées dans la population russe. On a retrouvé dans les tombes féminines des pendentifs zoomorphes servant d'amulettes, et parfois un cheval y a été inhumé. Il pourrait s'agit d'une mise en relation de la jument avec le thème de la fécondité. Le culte du cheval semble y avoir succédé au culte de l'ours et précédé celui de l'oiseau aquatique.
Les chevaux sont bénis dans certaines églises orthodoxes.

## Point de vue des religions sur le culte du cheval

### Chamanisme
Dans l'Altaï, les pratiques chamaniques font souvent appel au cheval pour guider les âmes des morts dans l'au-delà. Le rite consiste à placer le cheval du défunt et sa selle à côté du mort. Les Beltir, une tribu des Khakasses, sacrifient l'animal dans ce but et se partagent rituellement sa chair. Les chamans de l'Altaï considèrent que l'esprit bénéfique qui les accompagne dans leurs voyages a des yeux de cheval. Mircea Eliade rappelle que dans la mythologie et le rituel chamaniques, le cheval est « un animal funéraire et psychopompe par excellence ».

### Hindouisme
Le Rig-Véda comporte un hymne au cheval.

### Christianisme

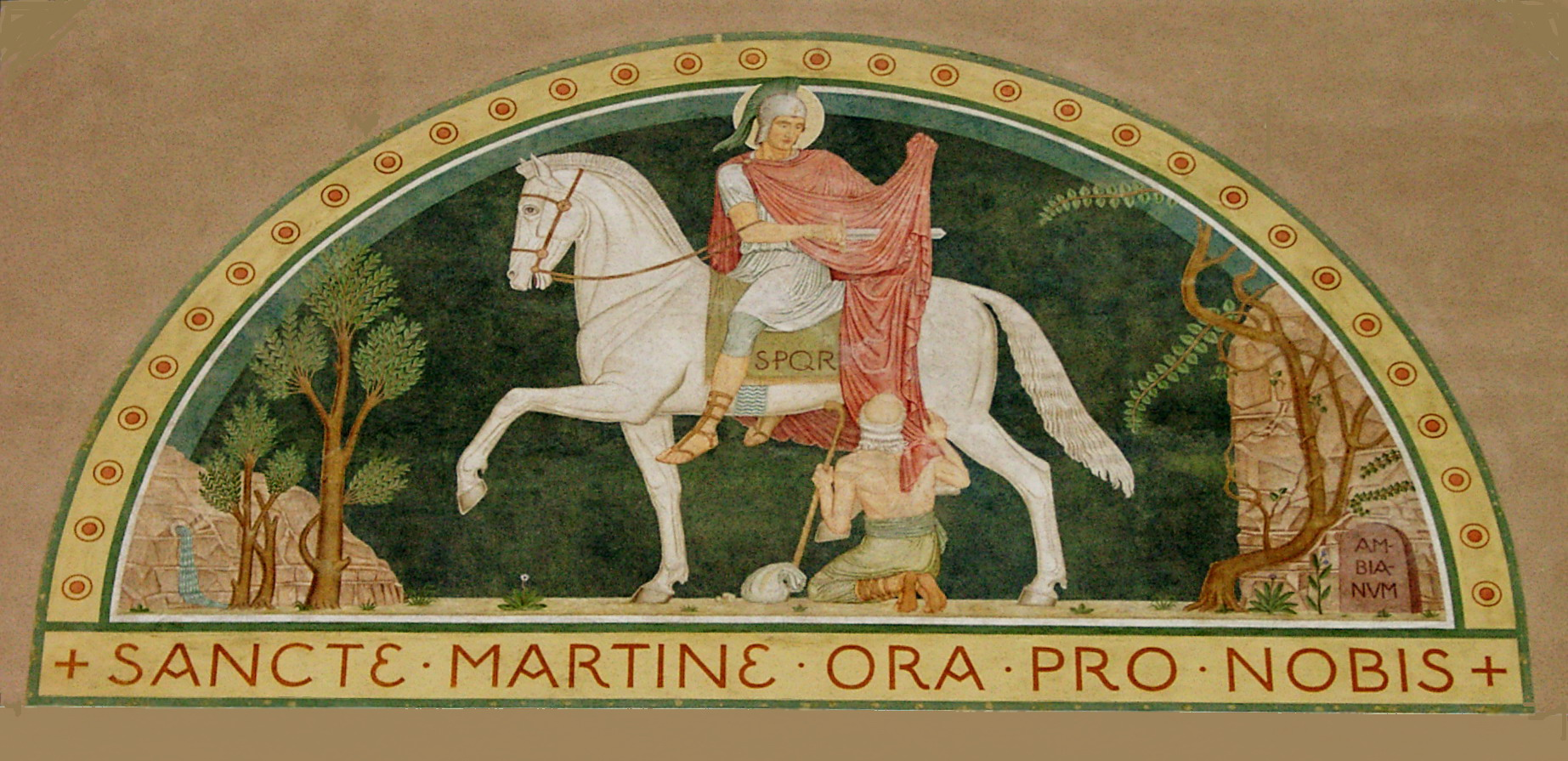
Représentation de Saint Martin dans l'Abbaye de Beuron en Allemagne.

Le cheval occupe peu de place dans la Bible et les Évangiles. La Genèse ne le nomme pas et le Deutéronome conseille de s'en méfier. Alors que l'âne est valorisé en tant que monture du Christ et symbole d'humilité, le cheval est au contraire diabolisé à travers l'image des cavaliers de l'Apocalypse. Michel Onfray insiste sur l'absence de cheval dans les Évangiles, et parle d'une « hippophobie chrétienne ».
Cependant, de nombreux auteurs et des artistes plus tardifs accordent au cheval une place importante, notamment dans l'iconographie chrétienne. Les Vitae parlent de nombreux saints cavaliers que l'Église a vraisemblablement sanctifiés à partir de figures païennes, en particulier des sauroctones, comme Saint Martin et Saint Georges. Parmi les saints protecteurs du cheval, le plus connu est Saint Éloi, connu pour avoir coupé et recollé la jambe d'un cheval qu'il devait ferrer. Saint Spiridon aurait accompli un miracle similaire, voyant un cocher pleurer ses deux chevaux décapités, un noir et un blanc. Il recolla les deux têtes mais en se trompant, celle du cheval blanc étant attachée au corps du noir et inversement. En Russie, Saint Flor et Saint Lavr sont les deux protecteurs des chevaux. La chevalerie a permis des rapprochement entre la symbolique du cheval et le culte chrétien. Ainsi, les éperons sont un des symboles de l'Ordre équestre du Saint-Sépulcre de Jérusalem. Ils ont été officialisés lors du rituel d'investiture par Jean-Paul II.
En France aux XVIIe et XVIIIe siècles, les clercs chrétiens classent les chevaux dans les premiers rangs au-dessous des hommes. D'après Éric Baratay, 86 % des traités de théologie accordent au cheval « un semblant d'âme ». Ce n'est qu'à la fin du XIXe siècle, avec la montée du darwinisme, que la position des religieux vise à maintenir une distinction claire, notamment en voyant chez le cheval une preuve de l'intelligence divine dans la nature. L'Église résiste aux théories évolutionnistes en reléguant les animaux à des places inférieures, comme par exemple en plaçant les représentations de Saint Martin aux endroits les moins visibles Certains auteurs chrétiens, plus ou moins récents, ont un point de vue religieux particulier sur cet animal. François de Sales raille la prétention du cheval et de son cavalier pour mettre en valeur l'humilité de l'âne. Ephrem Houël raconte dans son Histoire du cheval qu'il fut le dernier animal créé par Dieu, et donc le plus parfait. Jean-Louis Gouraud y voit un être pur et innocent chassé du Paradis par erreur, n'hésitant pas à juger le cheval comme étant supérieur à l'humain dans la Création.

## Analyse et types de cultes
Jean-Louis Gouraud précise que la tendance qu'ont les êtres humains à diviniser le cheval s'associe à celle de voir dans les cavaliers des dieux, citant en exemple le Grand Dieu (l'écuyer en chef) du Cadre noir de Saumur ou encore l'écuyer portugais Nuno Oliveira, à qui ses adeptes vouaient « un véritable culte ». Pour Henri Vivier, le cheval hante « l'esprit, le mental, les rêves et les désirs » de l'homme. Au cours de l'Histoire, il a pu se voir attribuer une valeur nettement supérieure à celle d'un Homme, notamment pendant le commerce triangulaire où une bonne monture valait vingt fois le prix d'un esclave.

## Survivances des cultes aux chevaux
En Bretagne, le pardon aux chevaux perdure de nos jours, en général sous le patronage de Saint Éloi bien que la forme moderne soit très nettement folklorisée. À Naples, le rite de la bénédiction des animaux sous le patronage de Saint Antoine perdure jusque dans les années 1980.
À Ranu Pani, le culte du cheval implique une danse et une transe où l'homme « se transforme » lui-même en cheval. C'est le kudo-kepang (la transe des hommes-chevaux), pendant lequel il agit comme un cheval, se déplaçant à quatre pattes, mangeant et buvant dans des écuelles. La transe pourrait accroître la rapidité du possédé.

## Le culte du cheval dans l'Art

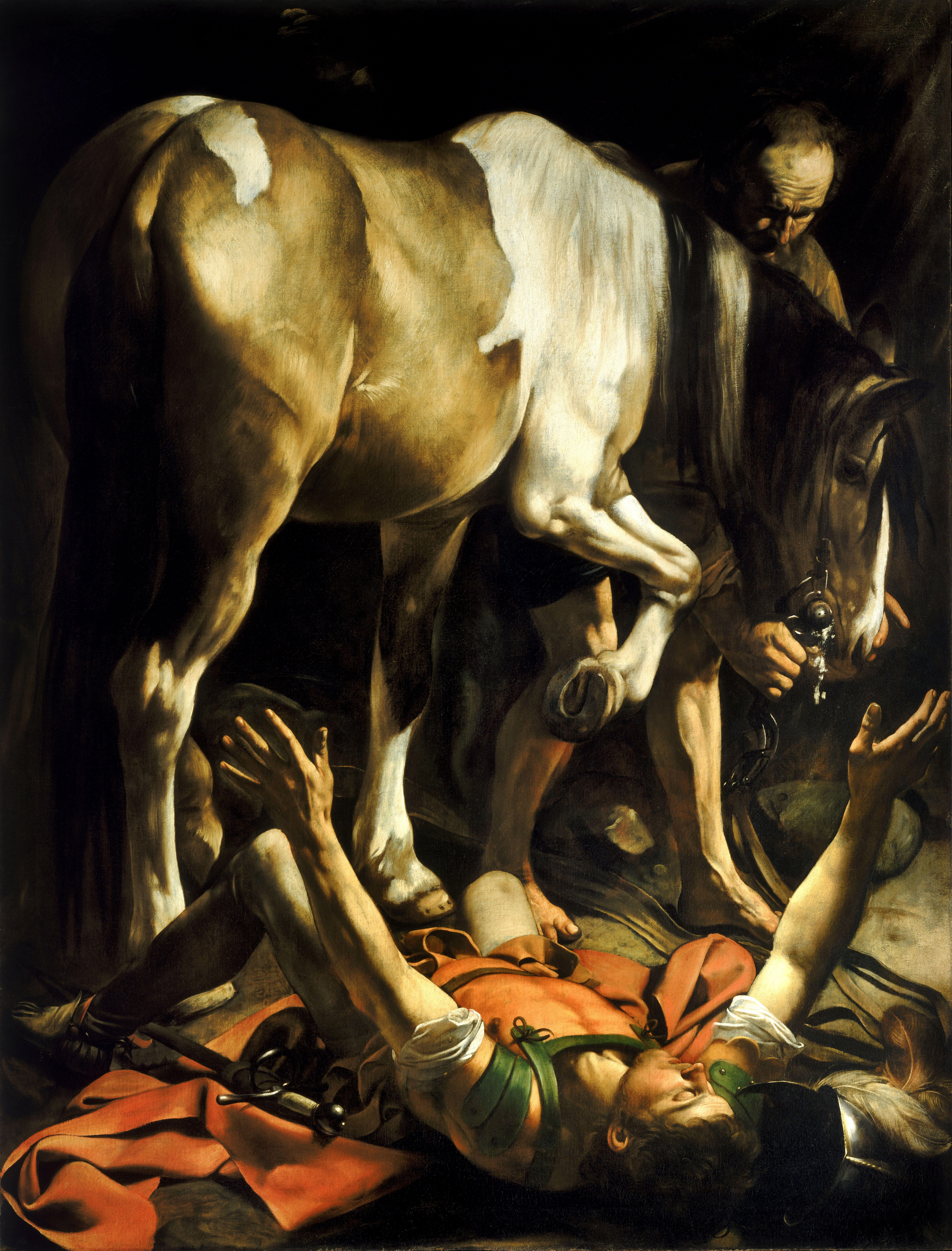
La Conversion de saint Paul sur le chemin de Damas par Le Caravage, vers 1604.

Jean-Louis Gouraud cite en exemple le tableau de La Conversion de saint Paul sur le chemin de Damas pour sa puissance évocatrice du cheval. En effet, le texte biblique ne fait aucune mention de cet animal. Cependant, Le Caravage en a ajouté un, sans doute pour représenter la force divine qui cloue le saint au sol. La chute de cheval de Saint Paul est considérée dans la culture populaire chrétienne comme étant la version « officielle » de cet épisode du Christianisme. Pascal Quignard s'en inspire dans son roman Les Désarçonnés. De même, de nombreux tableaux des saints sauroctones ou encore du chemin de croix présentent des chevaux. 
Jean de La Varende place le cheval au même niveau que la divinité, en particulier dans son roman Le Centaure de Dieu.